# Fritz von Lossberg
Friedrich Karl "Fritz" von Lossberg foi um coronel alemão e mais tarde general da Primeira Guerra Mundial. Foi um planejador estratégico, principalmente de defesa, que foi Chefe do Estado-Maior do 2º, 3º e 4º exércitos. Ele esteve presente na Batalha de Somme, na Batalha de Arras e na Terceira Batalha de Ypres.

## Vida
Loßberg nasceu em Bad Homburg, Hesse-Nassau. Erich Ludendorff referiu-se a ele como Loszberg em suas memórias. Fontes de língua inglesa costumam soletrar seu nome Lossberg. Mais tarde, Loßberg se tornaria "lendário como o bombeiro da Frente Ocidental, sempre enviado pela OHL para a área de crise". (Oberste Heeresleitung, OHL, Comando Supremo do Exército).
 

Ele foi o "principal especialista alemão em guerra defensiva. Foi nomeado chefe do estado-maior flutuante durante as crises, com Vollmacht o direito de emitir ordens em nome de um superior". Em operações militares França e da Bélgica 1917 parte I, Cyril Falls, o historiador oficial britânico, que se refere a ele como... um soldado muito notável..... Loßberg foi premiado com o Pour le Mérite (o Blue Max) por seu trabalho na Frente Ocidental em 9 de setembro de 1916 e folhas de carvalho em 24 de abril de 1917. 
Ao longo dos oito meses que o Coronel von Loßberg passou em Mézières [no início de 1915], ele estava se esforçando para voltar a um trabalho mais ativo no front, e a primeira oportunidade, que veio por acidente, ele agarrou com as duas mãos. Seu chefe, o coronel Tappen, ainda estava ausente quando a ofensiva francesa [na região de Champagne] foi proferida em 25 de setembro e Loßberg o substituiu quando o general Falkenhayn explicou a situação ao cáiser, Guilherme II, na manhã seguinte. Uma mensagem havia chegado antes do chefe do Estado-Maior do Terceiro Exército, Tenente-General von Hoehn, de que o corpo de esquerda poderia ter que ser retirado três quilômetros para trás do Dormoise, e o Coronel von Loßberg durante seu relato da situação em a frente de batalha de Champagne expressou forte desaprovação de tal ação.

- Wynne
Loßberg foi um dos principais defensores do sistema de defesa em profundidade. Loßberg aposentou-se do Reichswehr em 1926.